# Tony Parker
William Anthony "Tony" Parker Jr., född 17 maj 1982 i Brygge i Belgien, är en fransk före detta basketspelare. Han spelade sist point guard i NBA-laget Charlotte Hornets. Parker var åren 2007-2011 gift med skådespelerskan Eva Longoria.
Han är även känd för sin låt "Premier Love" som blivit en stor hit.

## Karriär
Tony Parker vann NBA fyra gånger: 2003, 2005, 2007 och 2014.  Efter vinsten 2007 blev han utsedd till finalens MVP som den mest värdefulla spelaren. Han var även med i Frankrikes herrlandslag i basket som vann brons vid basket-EM 2005.